# Thelma Wright
Thelma Wright (Thelma Sonia Wright, geb. Fynn; * 9. Oktober 1951 in Eastbourne, Vereinigtes Königreich) ist eine ehemalige kanadische Mittel- und Langstreckenläuferin.
1970 gewann sie bei den British Commonwealth Games in Edinburgh Bronze über 1500 m und scheiterte über 800 m im Vorlauf.
Bei den Olympischen Spielen 1972 in München schied sie über 1500 m in der ersten Runde aus. Über dieselbe Distanz holte sie bei den Pacific Conference Games 1973 und bei den British Commonwealth Games 1974 jeweils Bronze. 1975 folgten Silbermedaillen bei der Universiade über 3000 m und bei den Panamerikanischen Spielen in Mexiko-Stadt über 1500 m. 
Bei den Olympischen Spielen 1976 in Montreal kam sie über 1500 m erneut nicht über den Vorlauf hinaus.
1977 belegte sie bei den Crosslauf-Weltmeisterschaften in Düsseldorf den 21. Platz.
Dreimal wurde sie Kanadische Meisterin über 1500 m (1971, 1974, 1975), einmal über 3000 m (1974) und viermal im Crosslauf (1967, 1968, 1973, 1974).
Sie ist mit dem Hockeyspieler Lee Wright verheiratet. Auch der gemeinsame Sohn Anthony Wright ist Hockeyspieler.

## Persönliche Bestzeiten
- 1500 m: 4:10,5 min, 10. Juli 1974, Athen
- 1 Meile: 4:36,42 min, 14. September 1973, London
- 3000 m: 8:54,94 min, 18. September 1975, Rom